# Josef Abs (Indologe)
Josef Maria Abs (* 20. Januar 1889 in Oespel bei Dortmund; † nach 1937) war ein deutscher katholischer Ordensgeistlicher (Kapuziner), Missionskaplan, Indologe und Kolonialwissenschaftler. 

## Leben
Josef Abs war der Sohn von Friedrich Abs und dessen Ehefrau Maria geborene Keßler. Er trat 1897 dem Orden der Kapuziner bei und studierte an deren Ordensschule in Tirol Philosophie und Theologie. Anschließend ging er als Missionar nach Indien und lernte dort indische Sprachen. 1914 sollte Abs Professor in Kalkutta werden. Durch den Ersten Weltkrieg kam es nicht dazu, er wurde als feindlicher Ausländer durch die britische Kolonialmacht interniert. Nach dem Krieg studierte er bei Hermann Jacobi an der Universität Bonn Sanskrit und altindische Philosophie. Später war Abs Priester in Bonn und Saarbrücken. Er publizierte zahlreiche Werke über Indien sowie über Kolonialpolitik.

## Schriften
- Der Kampf um unsere Schutzgebiete. F. Floeder, Essen 1926, 2. Aufl. 1928; Nachdruck: Melchior, Historischer Verlag, Wolfenbüttel 2017, ISBN 978-3-945853-61-0.
  - Neuausgabe: F. Floeder, Düsseldorf 1929.
  - 3., erweiterte Ausgabe: F. Floeder, Düsseldorf, 1930.
- Arbeitslosenproblem und Kolonien. F. Floeder, Düsseldorf 1930.
- Zehn Jahre Mandatspolitik. F. Floeder, Düsseldorf 1930.